# Rotfluh
Rotfluh är en bergstopp i Österrike.   Den ligger i distriktet Bludenz och förbundslandet Vorarlberg, i den västra delen av landet, 500 km väster om huvudstaden Wien. Toppen på Rotfluh är 3 166 meter över havet, eller 108 meter över den omgivande terrängen. Bredden vid basen är 0,39 km. Rotfluh ingår i Silvretta Gruppe.
Terrängen runt Rotfluh är bergig söderut, men norrut är den kuperad. Runt Rotfluh är det ganska glesbefolkat, med 24 invånare per kvadratkilometer.. Närmaste större samhälle är Gaschurn, 14,1 km norr om Rotfluh. 
Trakten runt Rotfluh består i huvudsak av gräsmarker.